# Sukheke
Sukheke ou Sukheke Mandi (en ourdou : سكهيكى منڈى) est une ville pakistanaise située dans le district d'Hafizabad, dans la province du Pendjab. C'est la troisième plus grande ville du district.
La ville est située à environ 20 kilomètres de Pindi Bhattian, et à une trentaine de Hafizabad. Sukheke dispose d'ailleurs d'une gare, étant située sur la ligne Wazirabad-Chak Jhumra.
La population de la ville a été multipliée par près de trois entre 1981 et 2017 selon les recensements officiels, passant de 14 168 habitants à 42 626. Entre 1998 et 2017, la croissance annuelle moyenne s'affiche à 2,2 %, un peu inférieure à la moyenne nationale de 2,4 %. Selon le recensement de 2023, la population de la ville monte à 50 458 habitants.
|            | 1981 (rec.) | 1998 (rec.) | 2017 (rec.) | 2023 (rec.) |
| ---------- | ----------- | ----------- | ----------- | ----------- |
| Population | 14 168      | 28 245      | 42 626      | 50 458      |